# Casteltermini
Casteltermini (Castertermini in siciliano) è un comune italiano di 7 115 abitanti del libero consorzio comunale di Agrigento in Sicilia.
A Casteltermini è stata ritrovata ed è custodita la croce lignea esistente più antica al mondo, scultura di epoca paleocristiana.

## Geografia fisica

### Territorio
Il centro abitato si trova ad un'altitudine di 554 mt. sul livello del mare. La quota massima raggiunta nel territorio è pari a 812 m s.l.m., mentre la quota minima è di 108 m s.l.m. L'intero territorio comunale ha una superficie di 99.98 km². Il paese è aperto panoramicamente a sud-est verso la valle del fiume Platani.

### Clima
| Casteltermini       | Mesi | Mesi | Mesi | Mesi | Mesi | Mesi | Mesi | Mesi | Mesi | Mesi | Mesi | Mesi | Stagioni | Stagioni | Stagioni | Stagioni | Anno |
| Casteltermini       | Gen  | Feb  | Mar  | Apr  | Mag  | Giu  | Lug  | Ago  | Set  | Ott  | Nov  | Dic  | Inv      | Pri      | Est      | Aut      | Anno |
| ------------------- | ---- | ---- | ---- | ---- | ---- | ---- | ---- | ---- | ---- | ---- | ---- | ---- | -------- | -------- | -------- | -------- | ---- |
| T. max. media (°C)  | 10,8 | 11,3 | 13,0 | 15,6 | 20,4 | 24,8 | 27,7 | 27,7 | 24,6 | 20,0 | 15,7 | 12,3 | 11,5     | 16,3     | 26,7     | 20,1     | 18,7 |
| T. min. media (°C)  | 5,7  | 5,6  | 6,8  | 8,7  | 12,6 | 16,5 | 19,3 | 19,7 | 17,4 | 13,8 | 10,2 | 7,3  | 6,2      | 9,4      | 18,5     | 13,8     | 12,0 |
| Precipitazioni (mm) | 65   | 53   | 45   | 41   | 21   | 7    | 5    | 12   | 33   | 73   | 67   | 70   | 188      | 107      | 24       | 173      | 492  |

## Storia
La fondazione del borgo risale alla prima metà del 1600, sebbene alcuni elementi di carattere storico fanno ritenere che Casteltermini preesistesse come borgo arabo. Il primo nucleo originario fu probabilmente il casale arabo denominato Chidia (nome poi corrotto in Chiudia o Chiuddia, dall'arabo kid o kiddon, "terra impacciata") posto in un poggio del monte Pecoraro, nel luogo dell'odierno comune. Per un brevissimo periodo il comune nei primordi era riconosciuto con l'antico nome del luogo Chidia. Il nome Casteltermini è composto dalle parole "castello" e di un termine latino thermae, ossia terme, oppure di termen,-inis, confine. In latino il paese assumeva la denominazione di Castellum Thermae. Secondo lo storico Di Giovanni il nome Casteltermini deriva dalla contrazione di "Castello [della famiglia] Termini", dal cognome del barone Giovanni Vincenzo Maria Termini e Ferreri che il 5 aprile 1629 fondò il paese. Il documento che concesse la facoltà di creare un centro abitato nel feudo di Chiuddia era stato concesso dal re Filippo IV di Spagna, tramite il viceré Francisco Fernández de la Cueva, duca di Alburquerque, con provvedimento del 9 febbraio 1629. In data 10 ottobre 1629, con diploma rilasciato dallo stesso re e reso esecutivo con provvedimento vicereale del 25 febbraio 1630, Giovanni Vincenzo Maria Termini e Ferreri venne insignito del titolo di principe di Casteltermini, il 33º in Sicilia, grazie al quale ebbe il diritto di sedere nel braccio militare del parlamento isolano.
Il nuovo paese di Casteltermini, considerate le vantaggiose promesse del principe, fu ben presto popolato da molte famiglie provenienti dai paesi vicini, come Sutera, Campofranco, Mussomeli, Cammarata e San Giovanni. In breve tempo migliaia di persone confluirono a Casteltermini. Per assicurare la serietà delle sue promesse, il principe volle che i patti che avrebbero regolato i rapporti tra il signore e i vassalli (ovvero tra il barone e gli abitanti del paese) venissero stabiliti e fissati in un atto pubblico, come in una legge: così il 5 aprile 1629, giorno sacro a san Vincenzo Ferreri (appartenente alla stessa antica famiglia del barone, la nobile casa Ferreri di Valencia), il barone riunì i maggiorenti del paese e alla presenza del notaio Pietro Chiarelli da Sutera sottoscrisse i "Capitoli della Terra", concedendo così delle condizioni vantaggiose ai nuovi abitanti.
Casteltermini per i primi anni della sua fondazione fu retta dai segreti baronali, ma nel febbraio 1812 il parlamento siciliano, con la costituzione che veniva concessa alla Sicilia, abolì le leggi feudali e quindi la feudalità, le giurisdizioni baronali, i privilegi del mero e misto imperio. Nella seduta del 9 febbraio 1813, il parlamento approvò, inoltre, la parte della costituzione riguardante le amministrazioni comunali, che tra l'altro prevedeva che il popolo, per la prima volta, dovesse essere chiamato a eleggere i suoi amministratori: il 1º settembre 1818, pertanto, gli abitanti di Casteltermini elessero il loro primo sindaco, Francesco Frangiamore.
Il paese ebbe il suo periodo di massimo sviluppo nella seconda metà dell'ottocento grazie alla presenza di numerose miniere di zolfo (Cozzo Disi, Mandravecchia, Roveto, San Giovannello, Scironello e diverse altre).
Il 4 luglio 1916 nelle miniere Cozzo Disi e Serralonga ebbe luogo uno dei più gravi disastri sul lavoro dell'intera storia mineraria italiana dove persero la vita 89 operai.
Il 26 dicembre 1920 un attentato mafioso alla sezione socialista del paese causò la morte di 5 persone.

### Simboli
Lo stemma del comune di Casteltermini è stato riconosciuto con decreto del capo del governo del 2 giugno 1929.
Il gonfalone, concesso con regio decreto del 1º marzo 1934, è un drappo di colore cremisi.

## Monumenti e luoghi d'interesse

### Chiesa madre

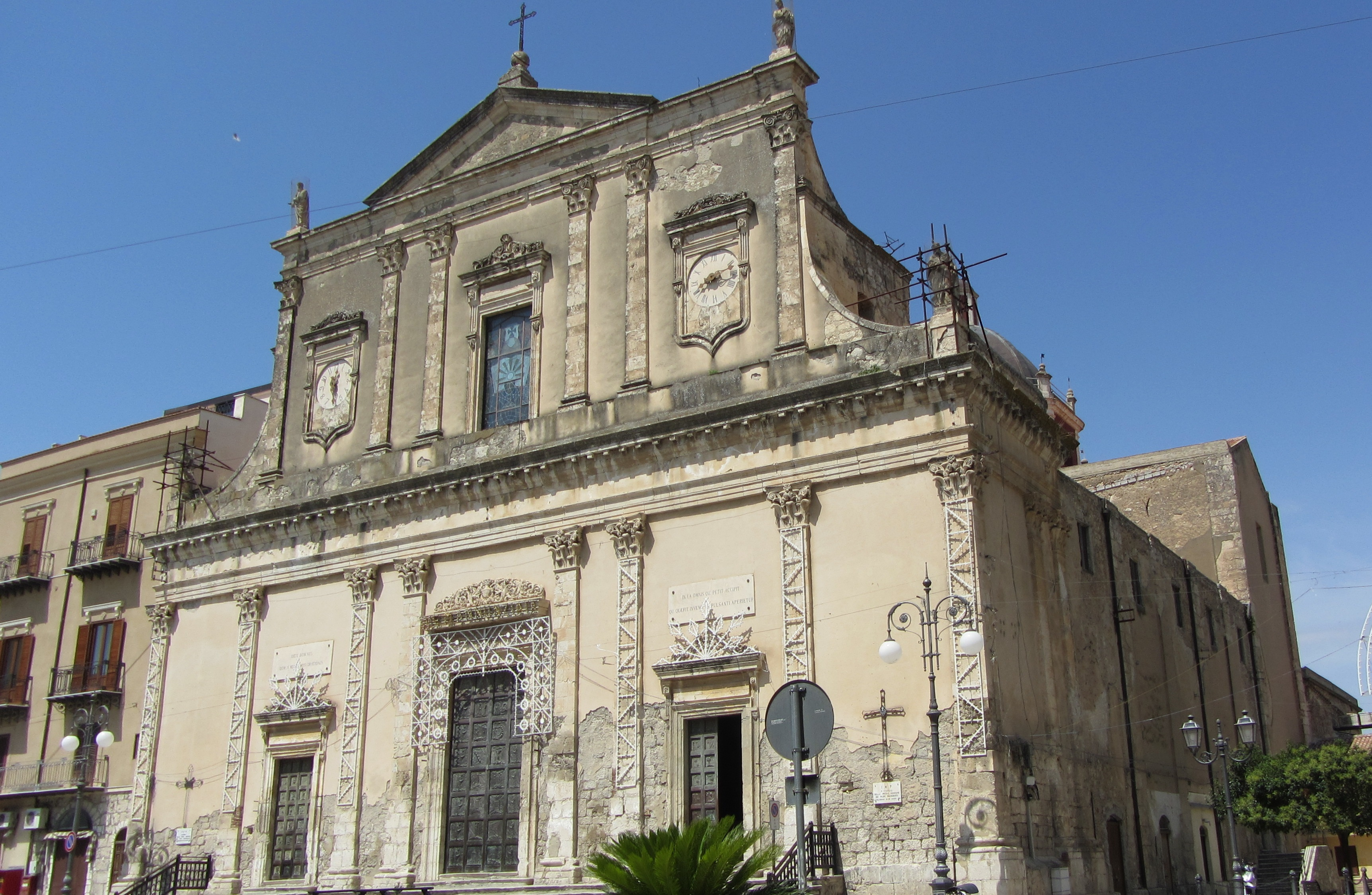
Chiesa Madre.

Il duomo di San Vincenzo Ferreri è il maggior luogo di culto di Casteltermini ed ubicato in piazza Duomo.

### Chiesa di San Giuseppe
Per favorire una migliore assistenza religiosa anche agli abitanti della zona suburbana del nascente paese nell'anno 1641 venne costruita una chiesetta che nel tempo venne migliorata ed ingrandita fino a diventare quella che oggi è la chiesa di San Giuseppe.
L'unica chiesa di Casteltermini rivolta ad occidente, anziché ad oriente, così come voluto dalla simbologia del periodo paleocristiano.
Costruita su di un poggio roccioso, vista dalla piazza Duomo mostra tutta la sua bellezza architettonica nello splendido stile Barocco siciliano.
Il suo prospetto semicircolare è ricco di colonne, lesene di trabeazioni, di cornici, di balaustre.
Ai lati della facciata vi sono due nicchie occupate da due statue scolpite in pietra raffiguranti San Giuseppe e il Cuore di Maria.
Nella parte superiore si notano tre celle campanarie al centro dell'artistico campanile al di sopra della campanaria un grande orologio.
All'interno della chiesa vi sono nelle due nicchie a destra due statue scolpite in legno: il Sacro Cuore di Maria e San Giuseppe, entrambe le opere dello scultore Rosario Bagnasco; nelle due nicchie di sinistra altre due statue: San Michele Arcangelo scolpita in legno dallo scultore Calogero Cardella e un grande Crocifisso in cartapesta, con le braccia mobili per essere adoperato nelle funzioni del giovedì Santo.
Nella sagrestia un'urna costruita da due ebanisti castelterminesi, tutta in legno dorato e cristallo con ai quattro angoli gli angeli scolpiti in legno.

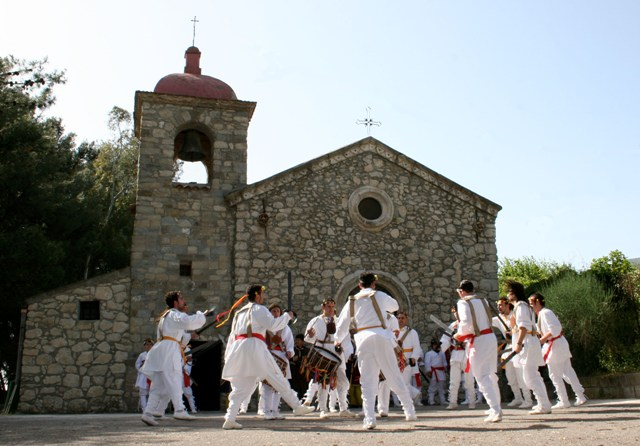
Eremo Santa Croce e danza del Tataratà

### Eremo di Santa Croce
Questa chiesa sorge a 3 km dal centro abitato e vi si custodisce una grande croce lignea.

### Chiesa di Gesù e Maria
Venne costruita nell'anno 1690 ad iniziativa di alcuni benefattori e degli abitanti che andavano popolando quella zona ancora suburbana. Ha una sola piccola navata ed il solo altare maggiore. Sul lato destro della navata, dentro le antiche nicchie chiuse da apposite vetrate, si conservano le seguenti statue:
Il SS. Salvatore o Gesù Risorto; una stupenda statua in legno, scolpita dallo scultore palermitano Vincenzo Genovese; il volto radioso e sublime, tutti i rilievi anatomici del corpo nudo, che traspaiono dalle carni ricolme di vitalità, la raffinata modellatura della barba e dei capelli di Gesù, denotano la maestria e la sensibilità dell'artista. Come la statua del Nazareno del Quarantino, anche questa del Santo Salvatore, esercita sulla folla dei fedeli, un grande fascino, e genera una intensa emotività.
Sant'Anna, scultura in legno, attribuita allo scultore Achille Guerrazzi di Livorno, della fine del secolo XVIII.
La Maddalena; scolpita in legno dallo scultore Quarantino, dalla grande espressività dolorante.
La Madonna del Soccorso (Maria Ausiliatrice); pregevole scultura in legno, attribuita allo scultore Minaia di Torino, portata a Casteltermini, su ordinazione, nell'anno 1885.
Nel vano sottostante all'altare maggiore, dietro una custodia di cristallo si conserva, ancora in buone condizioni, un gruppo statuario in carta pesta raffigurante San Giuseppe morente assistito da Gesù e dalla Madonna, da attribuire allo scultore Quarantino.
In fondo all'abside, in decorosa cornice di legno, vi è una grande tela raffigurante la Madonna che mostra un libro a Gesù Bambino e San Giuseppe. Una pittura che per i lineamenti, tonalità, luminosità, l'affinità delle immagini, il profilo e l'atteggiamento del volto della Madonna, le nubi, la colomba, il san Giuseppe, sembrano richiamare lo stesso pennello che dipinse la tela della Sacra Famiglia della chiesa di S. Giuseppe, quello del celebre Carreca, o in ogni caso, di un pittore della sua scuola, certamente del XVII secolo.

### Villa Maria
Il Palazzo ubicato all' interno di Villa Maria è un edificio in stile liberty costruito alla fine del XIX secolo come dimora di caccia dei Conti Lo Bue di Lemos.

## Cultura

### Musei
- Antiquarium[31]
- Museo etnografico[32]
- Miniera-Museo Cozzo Disi[33]

## Società

### Evoluzione demografica
Abitanti censiti

### Tradizioni e folclore

#### Festa di Santa Croce - Sagra del Tataratà
La festa più importante è chiamata di Santa Croce che si svolge, quasi ininterrottamente, dal XVII secolo. Le sue origini risalgono all'anno 1667 e sono collegate ad una leggenda che riguarda il ritrovamento di una grande croce di legno nelle campagne del feudo Chiuddia. Questa leggenda narra che, anteriormente alla fondazione del paese, una vacca, mentre pascolava nelle terre del Vaccarizzo, si allontanasse e si dirigesse verso la campagna del feudo di Chiuddia e ivi giunta s'inginocchiasse. Il fatto si ripeté per diversi giorni, finché alcuni pastori incuriositi scavarono nel punto in cui s'inginocchiava la vacca e portarono alla luce una grande croce di legno. Ecco cosa ci dice lo studioso dell'Ottocento, sac. Vincenzo Gaetani: "nel posto dove la croce fu rinvenuta si costruì, per oblazioni di allora, una chiesuola dedicata alla croce di cui porta il nome". Sull'origine di questa croce sono stati svolti, negli ultimi duecento anni diversi studi da parte di molti studiosi, i quali hanno elaborato diverse teorie e a volte anche bizzarre, soprattutto perché non supportate da valide e dettagliate motivazioni e documentazioni storiche, religiose e scientifiche.
Pur nella massima considerazione per questi studiosi e per quanto da loro affermato, anche per quella che assegnava l'origine al primo secolo d.C., nel 2018 lo studioso Prof. Gianfranco Lo Bue, ha pubblicato un libro intitolato: "La Croce di Casteltermini. La Leggenda, la Fede e la Storia" nel quale ha dimostrato, attraverso uno studio molto dettagliato, che la croce di Casteltermini risale attorno agli anni 1634-1665. Questa importante affermazione dello studioso è stata avvalorata dalle analisi fatte svolgere da Comune di Casteltermini assieme all'equipe della Soprintendenza dei Beni Culturali ed Ambientali di Agrigento presso l'Istituto Internazionale CIRCE di Napoli, i cui risultati hanno stabilito che il legno dei due bracci della croce (patibolo quello orizzontale, estipite quello verticale) è datato negli anni tra il 1634 e il 1665.
Nella forma attuale i festeggiamenti nacquero nel 1667. Anteriormente a tale data, fin da quando fu trovata la croce, il 3 maggio di ogni anno, nella ricorrenza in cui la Chiesa celebrava l’esaltazione della Croce di Cristo, all'eremo di Santa Croce si svolgeva una festa campestre alla quale accorrevano fedeli e devoti di tutte le terre vicine. Ma dopo la fondazione di Casteltermini, avvenuta nel 1629, gli abitanti credettero opportuno celebrare la festa in paese con la partecipazione di tutti, coinvolgendo i diversi ceti sociali del nuovo centro. Così le varie corporazioni paesane (i cosiddetti Ceti) organizzarono la nuova festa e stabilirono una di esse, quella delle Maestranze, la sera della vigilia si recasse all'eremo a prelevare la Croce con una processione che, data la distanza dal paese, doveva svolgersi necessariamente a cavallo, e che l'indomani, a festa conclusa, le altre corporazioni riaccompagnassero la Croce all'Eremo con un'altra sontuosa cavalcata.
L'altra denominazione, sagra del Tataratà, invece richiama una danza armata risalente, secondo alcune ipotesi di diversi studiosi, al periodo di dominazione islamica dell'isola. La festa ha la durata di tre giorni, accompagnata da manifestazioni collaterali, in tutto il mese di maggio.

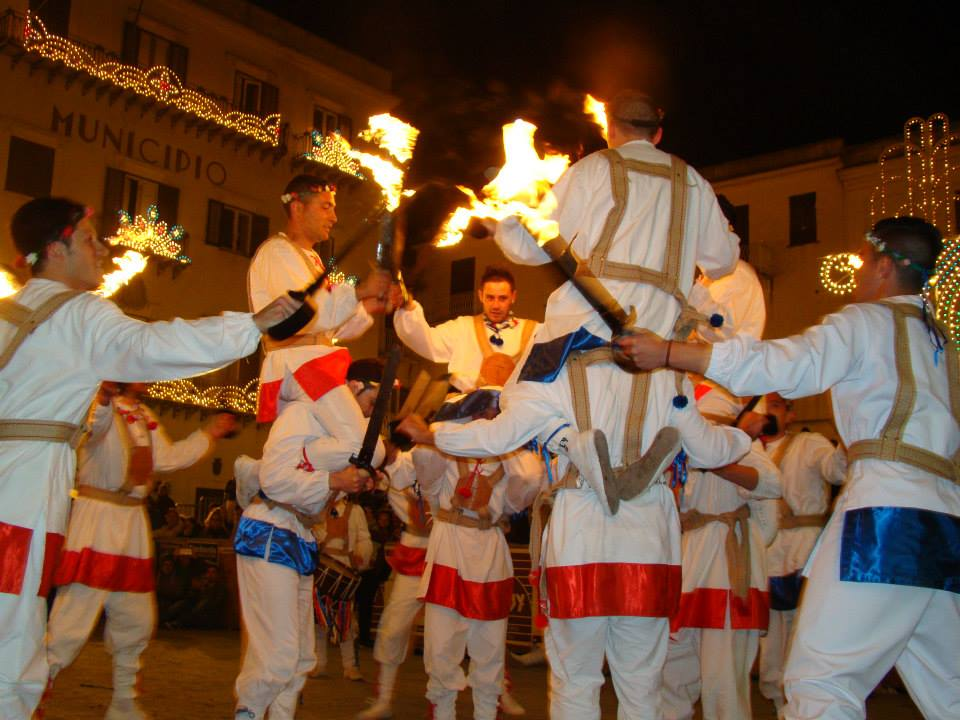
Particolare del Tataratà

#### Settimana santa
La settimana santa inizia con la domenica delle Palme. Il giovedì Santo i fedeli in tutte le chiese preparano i “Sepolcri”, ponendo fiori e piatti colmi di germogli di grano color giallo pallido che simbolicamente presentano al Signore in atto di omaggio, affinché i contadini ricevano la benedizione e ricavino un buon raccolto. Nel primo pomeriggio del venerdì, viene condotto per le strade del paese Gesù Nazareno. Lungo il percorso che porta nella piazza principale, viene rievocata la Via Crucis. Successivamente le statue della Madonna Addolorata, Maria Maddalena, la Veronica e san Giovanni Apostolo, in processione con le confraternite, si dirigono verso la chiesa del Calvario dove viene rievocata la crocifissione di Gesù Cristo, con sentita e commossa partecipazione di tutti i presenti. Nella tarda serata Gesù viene deposto dalla Croce e adagiato nell'Urna, e con gli altri simulacri viene portato in processione.
La domenica di Pasqua si può assistere a “Lu‘ncuntru” fra Cristo Risorto e la Madonna. Questo avviene sotto gli Archi adornati da ramoscelli di alloro, rosmarino e ulivo, da cui pendono le “cuddure”, forme di pane rivestite di zucchero fuso e “diavulicchi”, circondate da tante arance che creano un grande effetto cromatico.

##### Archi di Pasqua
Gli Archi di Pasqua, sei o sette, distribuiti in prossimità di altrettante chiese, sono realizzati in strutture di legno che prevedono soltanto un rivestimento vegetale con rami di alloro, rosmarino e ulivo. Nella parte superiore si appendono ciambelle di pane, chiamate “cuddure”, che si distribuiscono ai fedeli dopo il giro degli “Incontri”, e relativi inchini del Cristo e della Madonna sotto ciascun arco. Gli Archi, che ricordano riti propiziatori pagani delle feste di primavera, esprimono in forme trionfali la vittoria della vita sulla morte. Subito dopo l'ultimo “Incontro” si odono in lontananza i suoni dei tamburi che scandiscono i ritmi della festa della Santa Croce. Iniziano così i preparativi per la Sagra del Tataratà, aspetto folcloristico che coesiste da sempre con quello religioso della festa dedicata al simbolo cristiano più importante: la Croce.

## Amministrazione
Di seguito è presentata una tabella relativa alle amministrazioni che si sono succedute in questo comune.
| Periodo          | Periodo          | Primo cittadino              | Partito                     | Carica          | Note   |
| ---------------- | ---------------- | ---------------------------- | --------------------------- | --------------- | ------ |
| 14 giugno 1988   | 28 ottobre 1989  | Filippo Varsalona            | Partito Comunista Italiano  | Sindaco         | [ 43 ] |
| 13 novembre 1989 | 1º dicembre 1990 | Salvatore Gerardi            | Democrazia Cristiana        | Sindaco         | [ 43 ] |
| 9 dicembre 1990  | 11 maggio 1991   | Filippo Pellitteri           | Democrazia Cristiana        | Sindaco         | [ 43 ] |
| 11 maggio 1991   | 15 aprile 1993   | Carlo Antonio Vancardo       | Partito Socialista Italiano | Sindaco         | [ 43 ] |
| 7 giugno 1993    | 1º dicembre 1997 | Salvatore Lo Presti          | Lista Civica                | Sindaco         | [ 43 ] |
| 1º dicembre 1997 | 1º giugno 2001   | Stefano Licata               | Centro-sinistra             | Sindaco         | [ 43 ] |
| 22 giugno 2001   | 26 novembre 2001 | Giuseppe Vinci               |                             | Comm. regionale | [ 43 ] |
| 26 novembre 2001 | 15 maggio 2007   | Antonio Giovanni Caltagirone | Centro-destra               | Sindaco         | [ 43 ] |
| 17 maggio 2007   | 8 maggio 2012    | Alfonso Sapia                | Lista Civica                | Sindaco         | [ 43 ] |
| 8 maggio 2012    | 15 giugno 2017   | Alfonso Sapia                | Lista Civica                | Sindaco         | [ 43 ] |
| 15 giugno 2017   | 4 luglio 2019    | Gioacchino Nicastro          | Lista Civica                | Sindaco         | [ 43 ] |
| 4 luglio 2019    | 23 agosto 2019   | Filippo Pellitteri           | M5S                         | Sindaco         | [ 43 ] |
| 6 settembre 2019 | 3 gennaio 2020   | Antonio Lo Presti            |                             | Comm. regionale | [ 43 ] |
| 16 gennaio 2020  | 27 aprile 2020   | Maria Concetta Moavero       |                             | Comm. regionale | [ 43 ] |
| 28 aprile 2020   | 24 luglio 2020   | Antonio Garofalo             |                             | Comm. regionale | [ 43 ] |
| 12 agosto 2020   | 5 ottobre 2020   | Giovanni Corso               |                             | Comm. regionale | [ 43 ] |
| 6 ottobre 2020   |                  | Gioacchino Nicastro          | Lista Civica                | Sindaco         | [ 43 ] |

### Gemellaggi
- Châtelet (Belgio)

### Partenariati
- Mena (Ucraina)[44]

### Altre informazioni amministrative
Il comune di Casteltermini fa parte delle seguenti organizzazioni sovracomunali: regione agraria n.3 (Colline del Platani).

## Sport

### Calcio
La principale squadra di calcio del paese è l'A.S.D. Casteltermini che milita nel girone C siciliano di promozione.
A Casteltermini vi è anche la squadra di calcio A.S.D Don Bosco, militante nel girone unico in provincia di Agrigento in Terza Categoria.